# Мариньяк-Лаклар
Маринья́к-Лакла́р (фр. Marignac-Lasclares, окс. Marinhac e las Claras) — коммуна во Франции, находится в регионе Юг — Пиренеи. Департамент — Верхняя Гаронна. Входит в состав кантона Ле-Фусре. Округ коммуны — Мюре.
Код INSEE коммуны — 31317.

## География
Коммуна расположена приблизительно в 630 км к югу от Парижа, в 45 км к юго-западу от Тулузы.
В центре коммуны проходит канал Сен-Мартори, а на юго-востоке протекает река Луж.

## Климат
Климат умеренно-океанический. Зима мягкая и снежная, весна характеризуется сильными дождями и грозами, лето сухое и жаркое, осень солнечная. Преобладают сильные юго-восточные и северо-западные ветры.

## Население
Население коммуны на 2010 год составляло 410 человек.
| 1962 | 1968 | 1975 | 1982 | 1990 | 1999 | 2010 |
| ---- | ---- | ---- | ---- | ---- | ---- | ---- |
| 269  | 235  | 209  | 240  | 265  | 294  | 410  |

## Экономика
В 2010 году среди 251 человека трудоспособного возраста (15—64 лет) 198 были экономически активными, 53 — неактивными (показатель активности — 78,9 %, в 1999 году было 70,3 %). Из 198 активных жителей работали 178 человек (95 мужчин и 83 женщины), безработных было 20 (7 мужчин и 13 женщин). Среди 53 неактивных 17 человек были учениками или студентами, 19 — пенсионерами, 17 были неактивными по другим причинам.